# Championnat d'Azerbaïdjan de football 2006-2007
Navigation
Saison précédente Saison suivante
La saison 2006-2007 du Championnat d'Azerbaïdjan de football était la 15e édition de la première division en Azerbaïdjan. Appelée Top League, elle regroupe 13 clubs azéris regroupés en une poule unique où les équipes s'affrontent deux fois, à domicile et à l'extérieur. À la fin de la saison, les 2 derniers sont relégués en deuxième division et remplacés par les 2 meilleurs clubs de ce championnat,

Cette saison voit le sacre, pour la première fois de son histoire, du FK Khazar Lenkoran. Le club termine en tête du classement, avec 2 points d'avance sur le FK Neftchi Bakou et 8 sur le tenant du titre, le FK Bakou. Le Khazar Lenkoran réussit même le doublé en battant en finale de la Coupe d'Azerbaïdjan le FK MKT Araz Imisli.

Le club du FK Gandja est exclu du championnat avant le début du championnat.

## Les 14 clubs participants
| - FK Neftchi Bakou - PFK Turan Tovuz - FK Gandja exclu du championnat - FK Qarabag Agdam - FK Olimpik Bakou - FK Bakou - FK Gänclärbirliyi Sumqayıt | - Qabala FK - Promu de D2 - FK Khazar Lenkoran - FK Karvan - FK MKT Araz Imisli - FK Simurq Zaqatala - Promu de D2 - FK Inter Bakou - FK Shahdag-Samur Qusar |

## Compétition
Le barème de points servant à établir le classement se décompose ainsi :
- Victoire : 3 points
- Match nul : 1 point
- Défaite : 0 point

### Classement
| Rang | Équipe                     | Pts | J  | G  | N | P  | Bp | Bc | Diff |
| ---- | -------------------------- | --- | -- | -- | - | -- | -- | -- | ---- |
| 1    | FK Khazar Lenkoran C       | 56  | 24 | 17 | 5 | 2  | 50 | 16 | +34  |
| 2    | FK Neftchi Bakou           | 54  | 24 | 17 | 3 | 4  | 47 | 15 | +32  |
| 3    | FK Bakou T                 | 48  | 24 | 14 | 6 | 4  | 25 | 10 | +15  |
| 4    | FK Inter Bakou             | 45  | 24 | 13 | 6 | 5  | 36 | 12 | +24  |
| 5    | FK MKT Araz Imisli         | 41  | 24 | 12 | 5 | 7  | 23 | 18 | +5   |
| 6    | FK Olimpik Bakou           | 41  | 24 | 11 | 8 | 5  | 28 | 17 | +11  |
| 7    | FK Karvan                  | 35  | 24 | 10 | 5 | 9  | 36 | 30 | +6   |
| 8    | FK Qarabag Agdam           | 27  | 24 | 6  | 9 | 9  | 20 | 27 | -7   |
| 9    | FK Simurq Zaqatala P       | 25  | 24 | 6  | 7 | 11 | 27 | 33 | -6   |
| 10   | PFK Turan Tovuz            | 20  | 24 | 5  | 5 | 14 | 24 | 38 | -14  |
| 11   | Qabala FK P                | 16  | 24 | 4  | 4 | 16 | 17 | 47 | -30  |
| 12   | FK Gänclärbirliyi Sumqayit | 12  | 24 | 3  | 3 | 18 | 16 | 54 | -38  |
| 13   | FK Shahdag-Samur Qusar     | 11  | 24 | 1  | 8 | 15 | 15 | 47 | -32  |

|  | Qualification pour la Ligue des champions 2007-2008 |
|  | Qualification pour la Coupe UEFA 2007-2008          |
|  | Qualification pour la Coupe Intertoto 2007          |
|  | Relégation en deuxième division                     |
|  | P Promu de deuxième division                        |

## Bilan de la saison
| Championnat d'Azerbaïdjan de football 2006-2007 |                                |
| Champion                                        | FK Khazar Lenkoran (1er titre) |
| Coupes et trophées                              |                                |
| Vainqueur de la Coupe d'Azerbaïdjan 2006-2007   | FK Khazar Lenkoran             |
| Qualifications continentales                    |                                |
| Ligue des champions 2007-2008                   | FK Khazar Lenkoran             |
| Coupe UEFA 2007-2008                            | FK MKT Araz Imisli             |
| Coupe UEFA 2007-2008                            | FK Neftchi Bakou               |
| Coupe Intertoto 2007                            | FK Bakou                       |
| Promotions et relégations                       |                                |
| Promus en Top League                            | FK Masalli                     |
| Promus en Top League                            | FK Standard Bakou              |
| Relégués en First League                        | FK Shahdag-Samur Qusar         |
| Relégués en First League                        | FK Gandja (exclu)              |